# 德里门 (拉合尔)
德里门是巴基斯坦拉合尔城墙现存的六个历史城门之一。2015年巴基斯坦阿迦汗发展集团修复了德里门和相邻的拉合尔皇家浴室。

## 背景
最初的德里门建于莫卧儿时期，现在被称为奇塔门，位于新的德里门以西约100米处。由于城门向东朝德里方向开放，所以城门以德里的名字命名。在莫卧儿时代，拉合尔的城门是通往拉合尔的主要通道，每天晚上大门都是关着的。周边有几个具有历史意义的建筑，包括17世纪的瓦齐尔汗清真寺、拉合尔皇家浴室和赫韦利。

## 历史
这座城门曾经是拉合尔城墙的一部分，1857年塞波伊兵变后被英国人拆毁。城门本身也被英国人摧毁，但在19世纪英属印度的统治下被重建。随着英属印度拆分，这座城门容纳了一所女子学校。鲁德亚德·吉卜林在1891年的短篇小说《恐怖的城市之夜》（The City of Dreadful Night）中提到了这座城门。拉合尔著名的扎姆扎马枪最初放在德里门，但后来被英国人重新安置在拉合尔博物馆前的一个地点。

## 结构
德里门为双层建筑结构，内部可容纳十至十二家商铺。经由阶梯可通达门楼顶部。此门开启后连通通往瓦齐尔汗清真寺的集市长廊，进而衔接沙阿拉姆市场与苏哈集市。著名的香料交易中心阿克巴里市场亦毗邻德里门而建。

## 修复
阿迦汗发展集团承担了一个由挪威政府资助的修复城门的项目。该项目的目标不仅是保护城门，还保护附近的17世纪修建的瓦齐尔汗清真寺，以及邻近的拉合尔皇家浴室。

## 图集

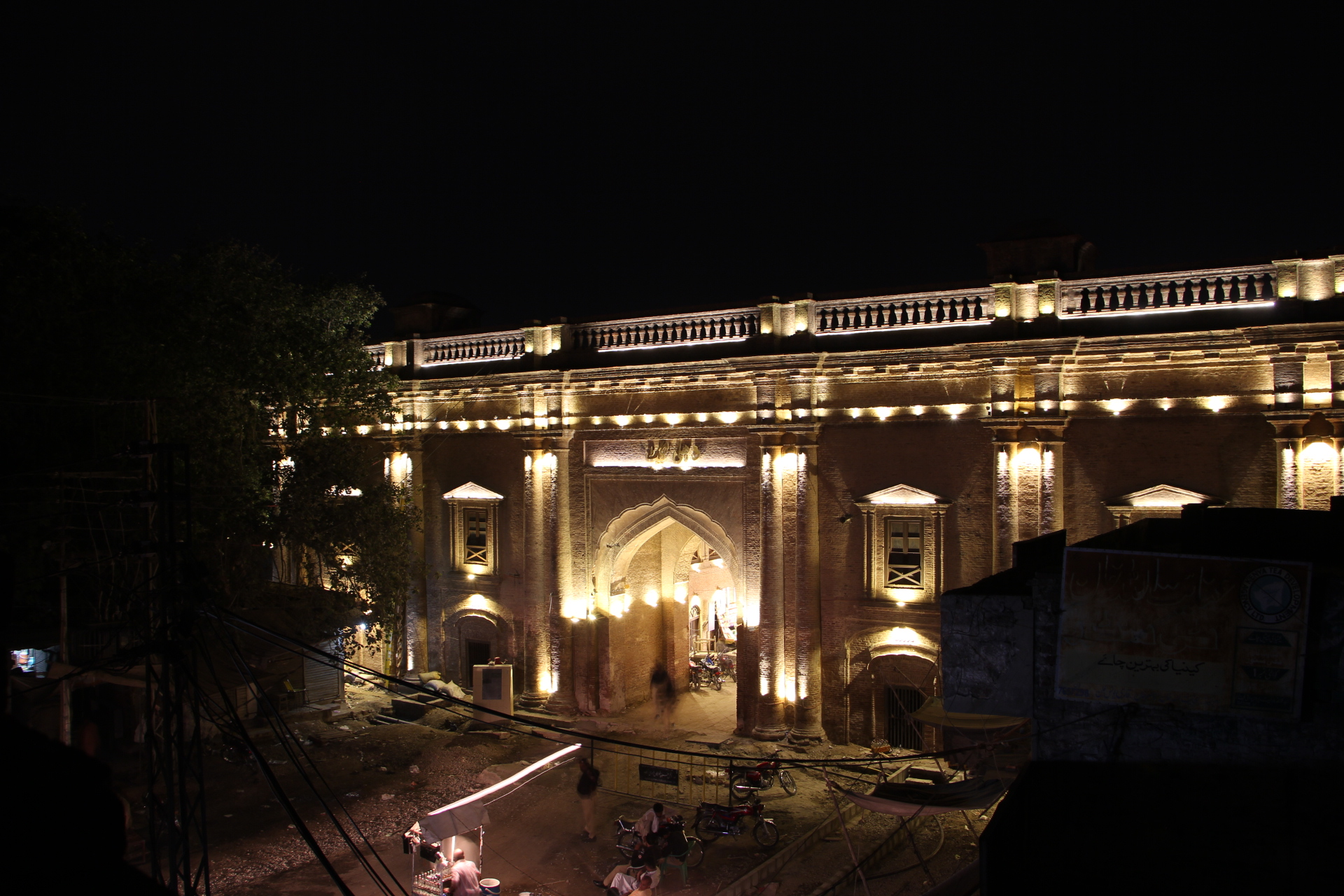
修复后的城门被灯光照亮。
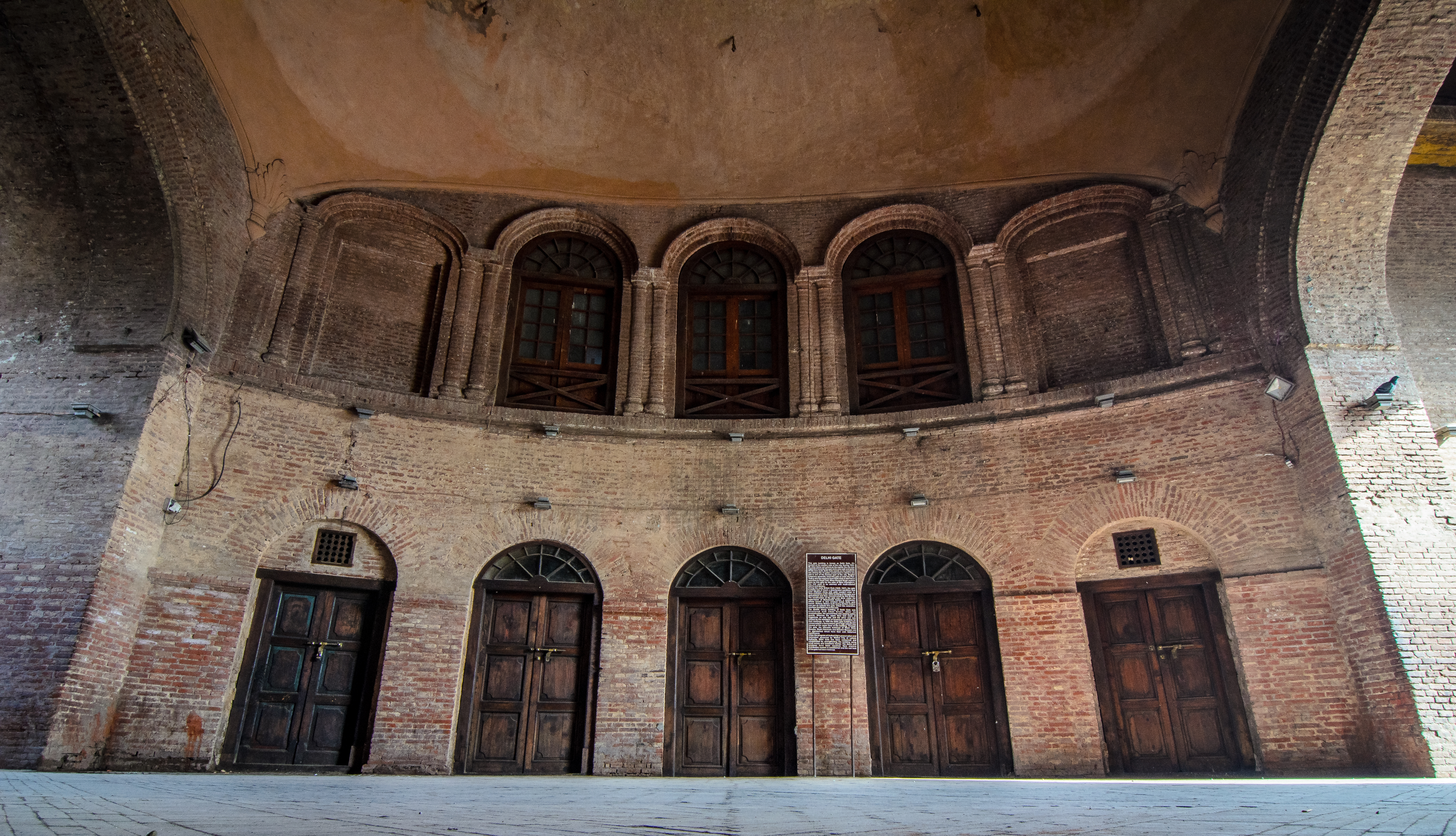
城门的内部有几个用作商店的隔间。
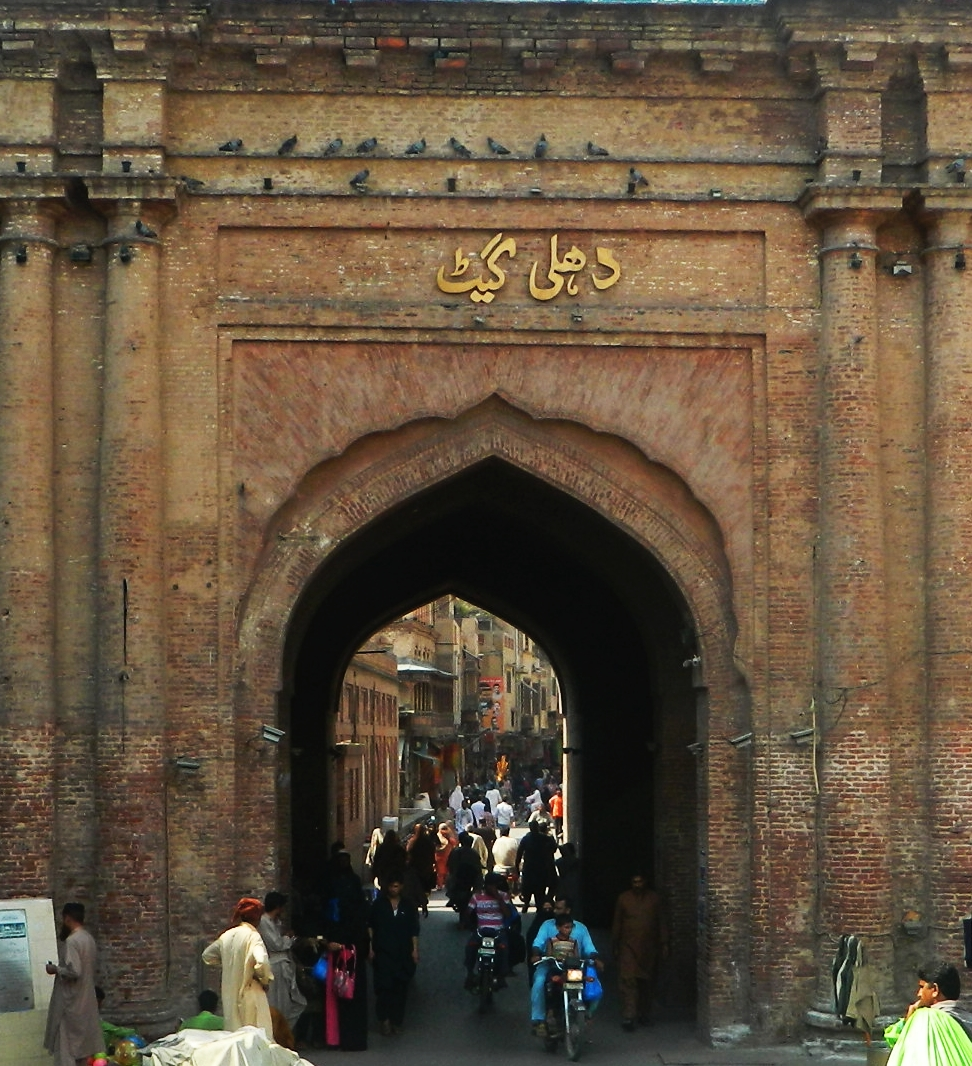
城门上方写有乌尔都文。
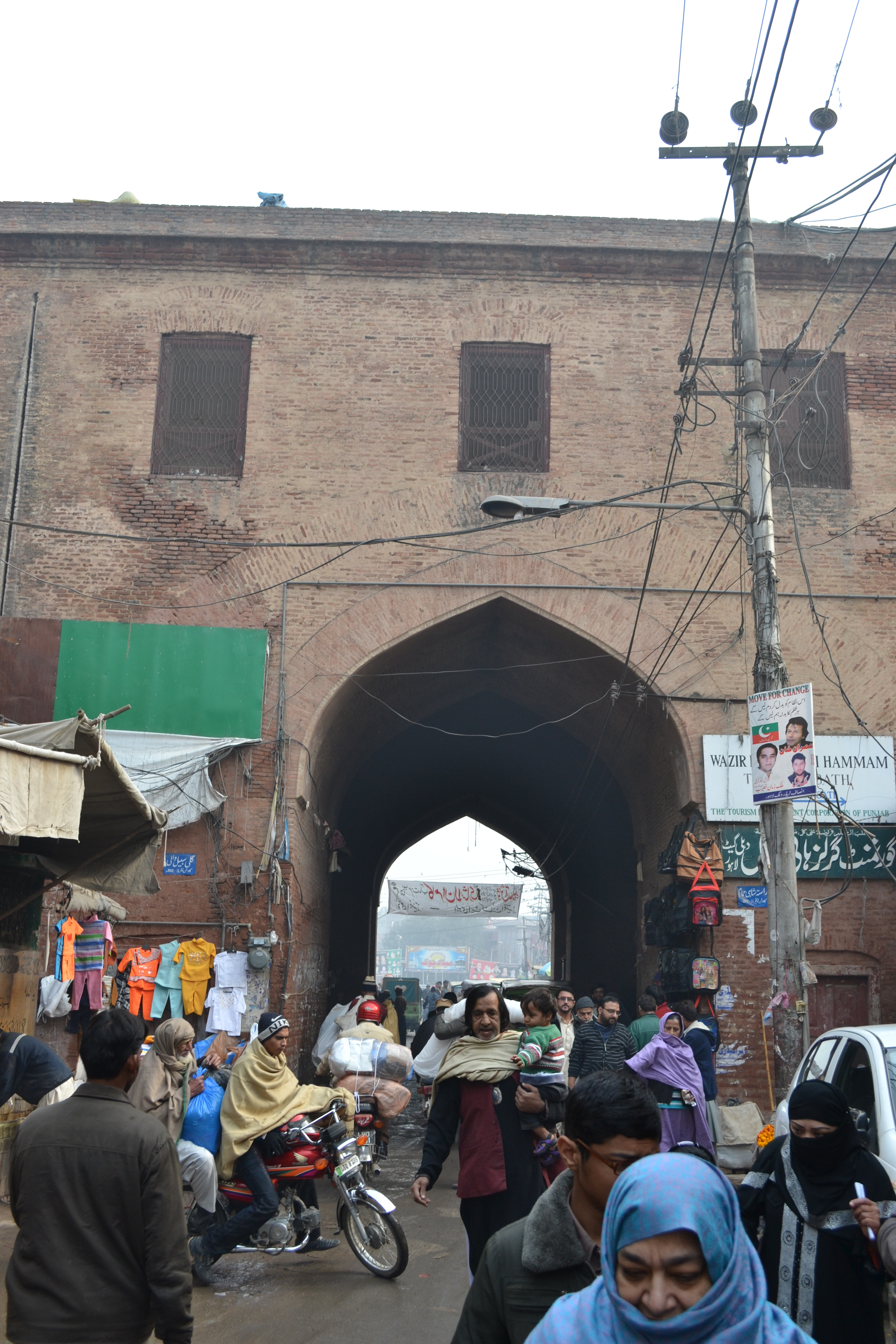
城门背面。
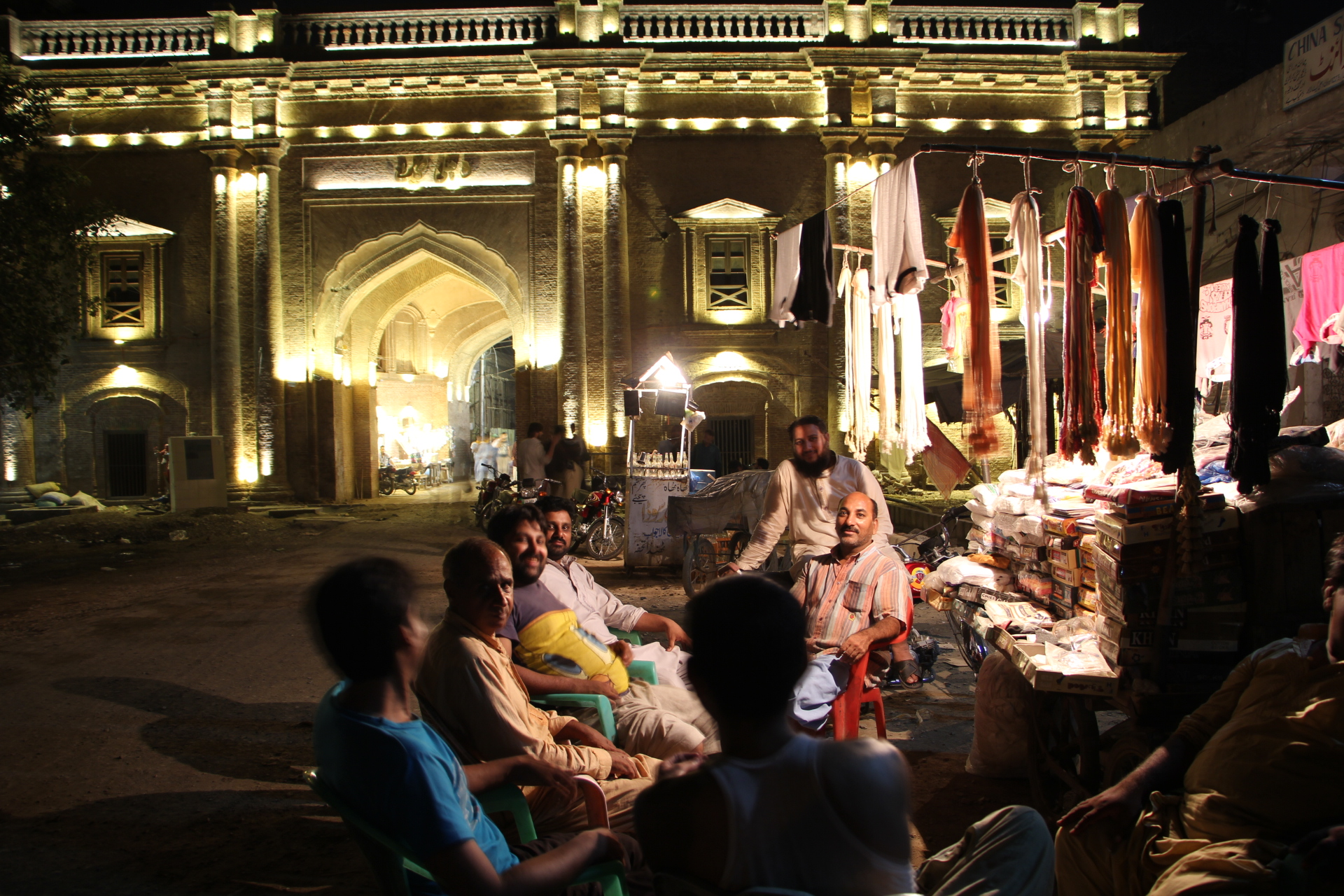
城门附近有几家商店和货摊。
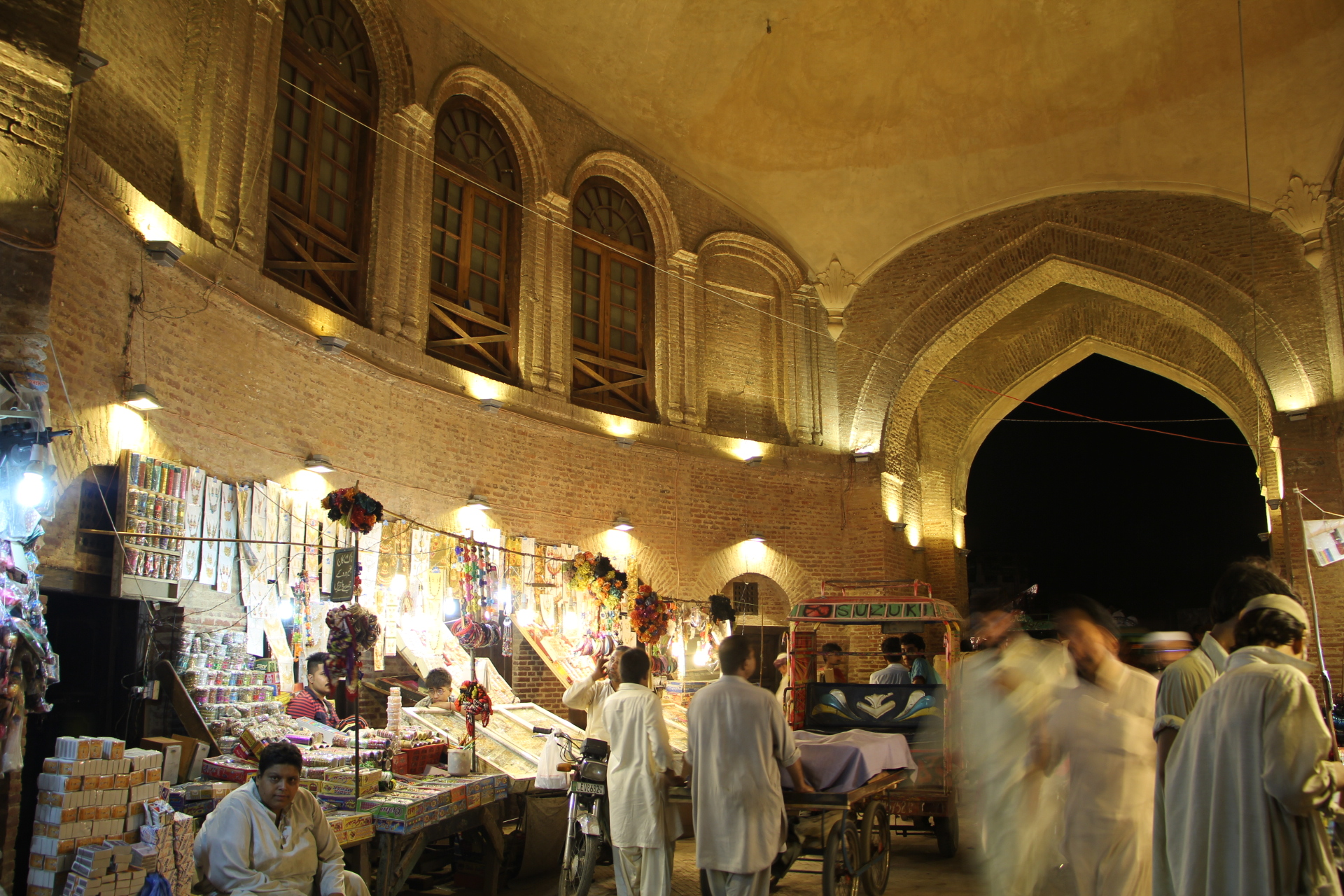
德里门内的夜市。
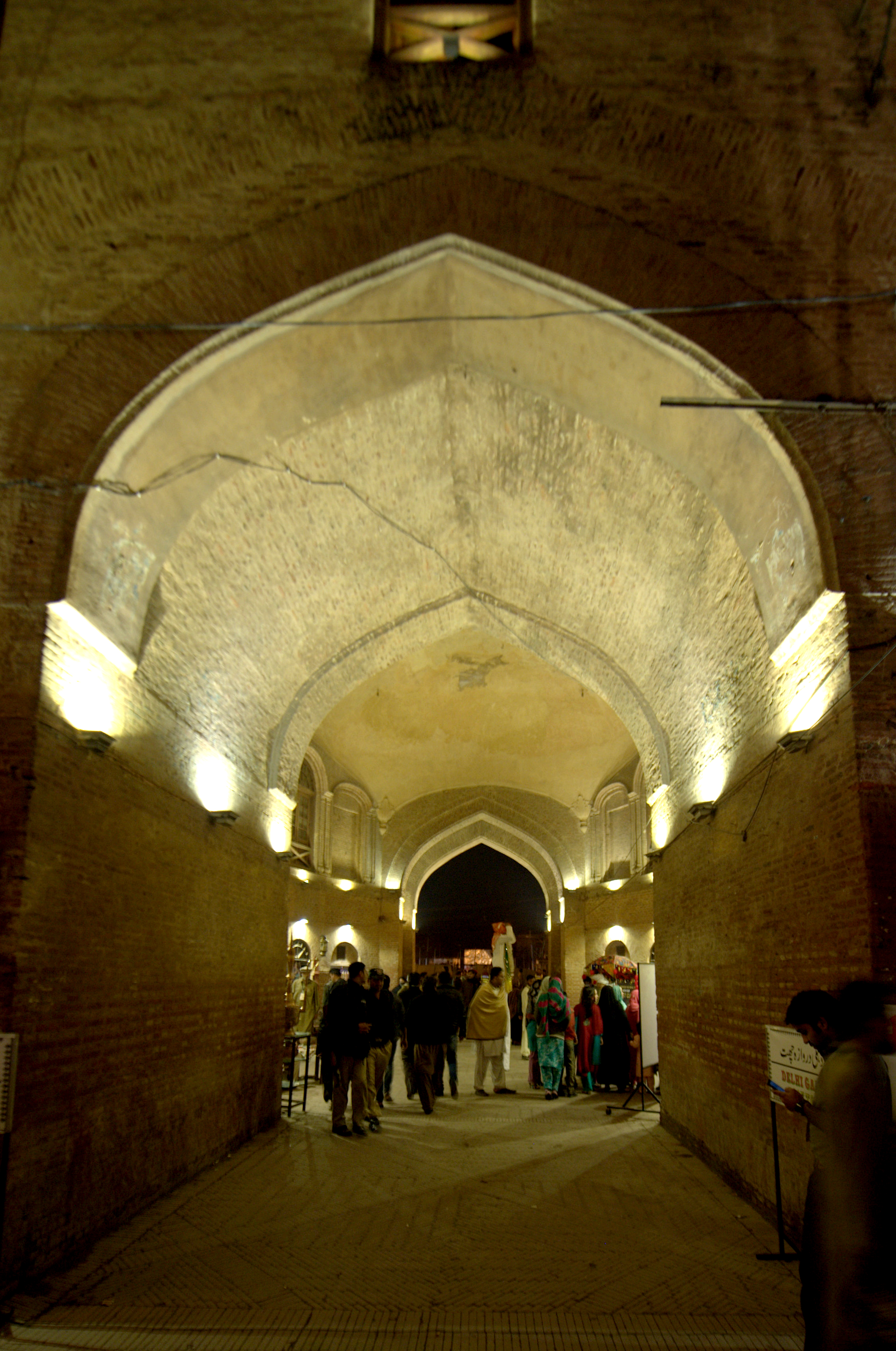
城门的入口在夜间有照明。